# Provincia de Qom
Qom (en persa: قم) es una de las 31 provincias de Irán. Se ubica al norte del país, y su capital es la ciudad de Qom. Se formó en 1995, separándose de la provincia de Teherán. En 2005, esta provincia tenía una población de aproximadamente dos millones de personas, de las cuales el 91,2% residían en zonas urbanas y el 8,8% en vecindarios rurales. La provincia incluye una ciudad, cuatro municipios, nueve distritos rurales, y 256 pueblos.

## Geografía
Abarca una superficie de 11.237 km², lo que supone el 0,89% de la superficie total de Irán. El clima de la provincia de Qom varía entre el desértico y el semidesértico, y comprende áreas con montañas, colinas y planicies. Debido a que se localiza lejos del mar y cerca de una región árida, presenta un clima seco, con escasa precipitación y baja humedad. Por tanto, la agricultura no es posible en la mayor parte del territorio, especialmente cerca de las regiones lacustres salinas. La provincia tiene dos grandes lagos salados, el lago Howz e Soltan, que queda 36 kilómetros al norte de la ciudad de Qom, y el lago Namak, que queda 80 kilómetros al este de Qom. Casi un quinto del lago Namak se encuentra dentro de la provincia de Qom.

## Divisiones administrativas
De manera única en Irán, la provincia de Qom es coextensiva con el Shahrestan de Qom.
| Mapa                                                              | Shahrestan | Clave mapa    | Bakhsh | Centro |
| ----------------------------------------------------------------- | ---------- | ------------- | ------ | ------ |
|                                                                   |            |               |        |        |
| Qom                                                               | Q          | Central       | Qom    |        |
| Qom                                                               | j          | Jafar Abad    | Qom    |        |
| Qom                                                               | kh         | Khalajestan   | Qom    |        |
| Qom                                                               | n          | Nofel Loshato | Qom    |        |
| Qom                                                               | s          | Salafchegan   | Qom    |        |
| Provincias vecinas: E: Isfahán, M: Markazi, S: Semnán, T: Teherán |            |               |        |        |

## Historia

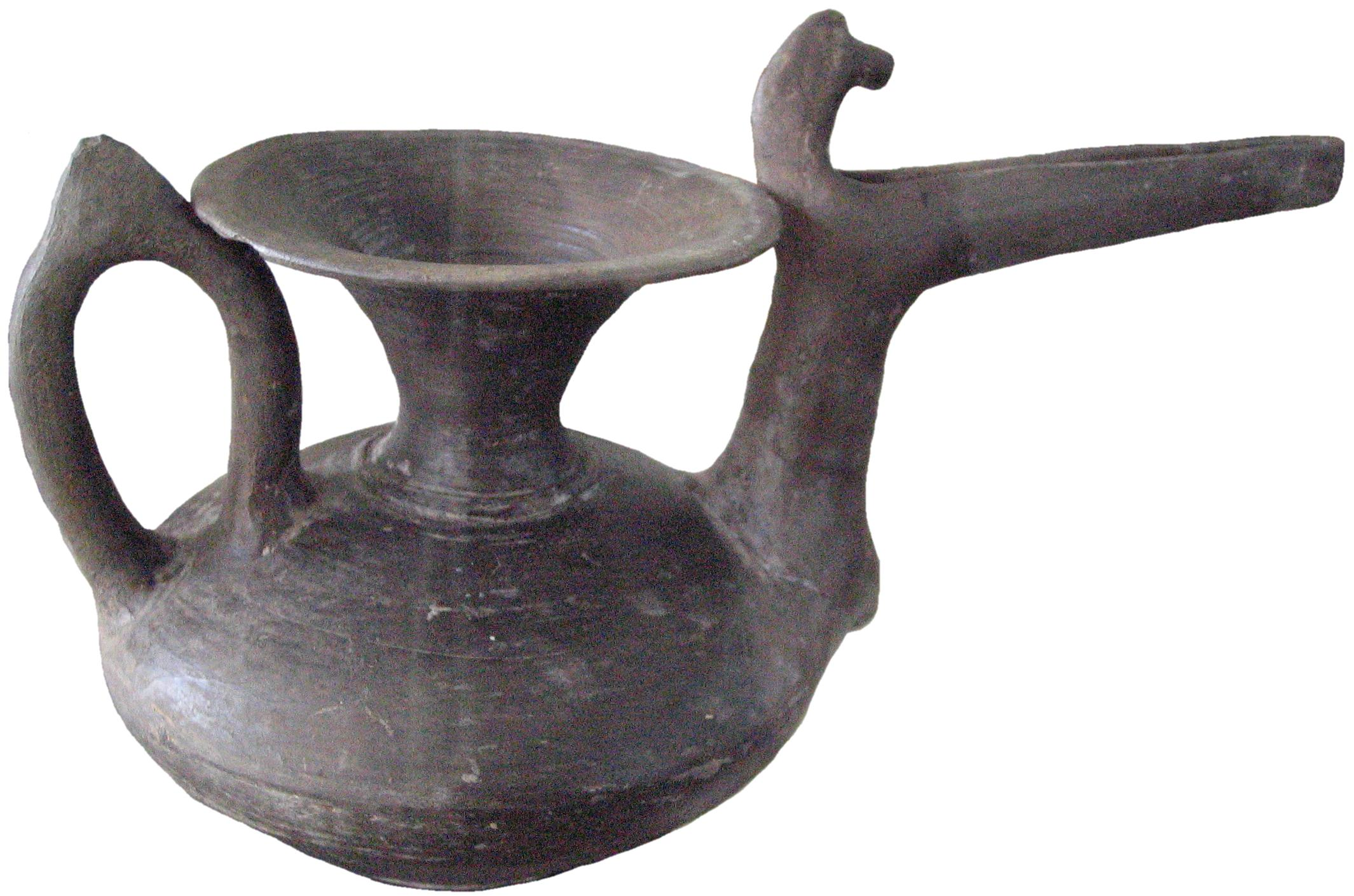
Vasija de Kahak, Qom, datado a mediados del I milenio a. C.

Se cree que Qom ha existido en época preislámica. Descubrimientos arqueológicos indican que Qom era una zona residencial desde el V milenio a. C. Según los restos que quedan preislámicos y los textos históricos, Qom era una gran ciudad. "Kom" era el nombre de la antigua muralla de la ciudad de Qom, de ahí que los árabes la llamaran Qom durante la conquista árabe de Irán. 
Fue durante el reinado del segundo califa, Omar que los musulmanes tomaron el centro de Qom. En 644-645, Abu Musa Ashari envió fuerzas a su mando a Qom. Los conflictos surgieron entre los árabes invasores y los residentes de la zona.
Durante la persecución de los alávidas los abasíes y los omeyas, muchos alávidas huyeron a Qom, haciendo de ella su residencia permanente. El califa Al-Ma'mun envió fuerzas a Qom en el año 825, y dio como resultado una matanza pública y la destrucción de la ciudad.
Al oír el fallecimiento de Al-Ma'mun, los habitantes de Qom se rebelaron y tuvieron éxito derrotando a los representantes del calife en 831. Sin embargo, el sucesor de Al-Ma'mun, al-Mu'tasim, envió fuerzas a Qom para refrenar los disturbios y de nuevo la ciudad quedó sometida. La inquietud continuó hasta la dinastía búyida (Al e Buyeh en persa) por ser de la comunidad alávida. Fue durante este reinado que la ciudad de Qom se expandió y prosperó.
En la época selyúcida la ciudad volvió a florecer. Durante la primera ola de la invasión mongola, la ciudad fue testigo de destrucción, pero después los gobernantes mongoles, particularmente después de que el sultán Öljeitü Joda bandeh de la dinastía Iljánida se convirtiese al islam, la ciudad recibió especial atención, viendo así un nuevo renacimiento. 
A finales del siglo XIV, la ciudad fue saqueada por Tamerlán cuando los habitantes fueron de nuevo masacrados. Durante los periodos de gobierno de los Kara Koyunlu, Ak Koyunlu y especialmente durante el reinado de los safávidas, Qom mereció especial atención y gradualmente fue desarrollándose.
Para 1503, Qom era uno de los importantes centros de teología en relación con el islam chiita y se convirtió en un centro de peregrinación vital y pivote religioso.
Durante la invasión afgana, la ciudad de Qom sufrió grandes daños, y sus habitantes sufrieron contrariedades económicas duras. Qom padeció nuevamente daños durante los reinados de Nader Sah y los conflictos entre las dos dinastías de Zand y Kayar por el poder en Irán.
En 1798, Qom fue controlada por Aga Muhammad Kan. Al vencer a sus enemigos, Fath Alí Sah hizo reparaciones al sepulcro y Sagrado Santuario de Hazrat Ma'sumeh, cumpliendo su voto.
La ciudad de Qom prosperó en la época Qayar. Después fuerzas rusas entraron en Karaj en 1915, muchos habitantes de Teherán se trasladaron a Qom. La transferencia de la capitalidad de Teherán a Qom fue discutida, pero los británicos y los rusos acabaron con el plan sometiendo a presión al monarca de la época, Ahmad Shah Qayar. Coincidiendo con este período, se estableció un Comité de defensa Nacional, y Qom fue un centro militar y político contra las potencias coloniales británica y rusa. Qom fue también el centro desde el cual el ayatolá Jomeini fundó su oposición a la dinastía Pahlavi, mientras estuvo en Irán.

## Qom hoy
Hoy, Qom está considerado como uno de los centros focales de la  escuela islámica chiita tanto en Irán como en el resto del mundo. Su centro teológico y el Santuario Sagrado de Hazrat Ma'sumeh son rasgos destacados de la capital provincial de la provincia de Qom. 
Otro lugar religioso de peregrinación está fuera de la ciudad de Qom, y se llama Jamkaran. La proximidad de Qom a Teherán le ha supuesto igualmente una ventaja.
Qom a veces ha sido considerada como un posible candidato para el traslado de la capital política de Irán, pues Teherán se enfrenta a una creciente probabilidad de un gran terremoto largamente esperado, además de su tristemente famosa polución y congestión de tráfico. Las facciones conservadoras son favorables a esta idea, mientras que la base económica y de negocios de Teherán se opone a semejante cambio.

### Cultura
La Organización del Patrimonio Cultural de irán incluye 195 lugares de interés histórico y cultural en Qom. Los lugares más visitados son:
- Cueva de Kahak
- Cueva de Vashnuh
- Lago salado de Howz e Soltan
- Gran lago salado de Namak
- Biblioteca Mar'ashi Najafi, con más de medio millón de textos manuscritos y copias
- Museo Astaneh Moqaddaseh
- Bazar de Qom
- Seminario Feyzieh
- Mezquita Jamkaran
- Mezquita Qom Jame'
- Mezquita Qom Atiq
- Mezquita A'zam
- Santuario de Hazrat Masumeh

### Colegios y Universidades
- Universidad de Qom
- Universidad Islámica Azad de Qom
- El Instituto de Investigación de Hawzeh va Daneshgah
- Centro de investigación computacional de Ciencias Islámicas, Qom
- Instituto de Investigación y Educación Imán Jomeini
- Universidad de Ciencias Médicas de Qom Archivado el 10 de mayo de 2012 en Wayback Machine.
- Seminario Feyzieh de Qom (llamado El Hawzah)
- Universidad Payam Nur de Qom
- Universidad Mofid